# Succadana dilaticornis
Succadana dilaticornis är en fjärilsart som beskrevs av Walker 1863. Succadana dilaticornis ingår i släktet Succadana och familjen mott. Inga underarter finns listade i Catalogue of Life.